# Phatthalung Province Stadium
Das Phatthalung Province Stadium (thailändisch สนามกีฬาจังหวัดพัทลุง oder สนาม อบจ พัทลุง) ist ein Mehrzweckstadion mit einer blauen Laufbahn in Phattalung  in der Provinz Phatthalung, Thailand. Es wird derzeit hauptsächlich für Fußballspiele genutzt und ist das Heimstadion des thailändischen Viertligisten Phatthalung Football Club. Das Stadion hat eine Kapazität von 4021 Personen. Eigentümer und Betreiber des Stadions ist die Phatthalung Provincial Administrative Organization.

## Nutzer des Stadions
| Verein         | Zeitraum der Nutzung |
| -------------- | -------------------- |
| Phatthalung FC | 2009 bis heute       |